# Indios de Anáhuac
Los Indios de Anáhuac fue un equipo que participó en la Liga Mexicana de Béisbol con sede en la Ciudad de México, México.

## Historia
Los Indios de Anáhuac participaron dos temporadas en la Liga Mexicana de Béisbol, las campañas de 1939 y 1953. Durante su dos temporadas en el circuito terminaron en cuarto lugar de la liga, la primera ocasión con 31 ganados y 28 perdidos, la segunda con 29 ganados y 31 perdidos. Después de la temporada de 1953 el equipo se convirtió en los Azules de México.

## Estadio
Los Indios de Anáhuac tuvieron como casa el Parque Delta con capacidad para 20,000 espectadores durante la temporada de 1953.

## Jugadores

### Roster actual
Por definir.

### Jugadores destacados
- Alberto Romo Chávez.[3]

### Números retirados
Ninguno.

### Novatos del año
Ninguno.

### Campeones Individuales

#### Campeones Bateadores
| Año | Nombre  | Porcentaje |
| --- | ------- | ---------- |
| NA  | Ninguno | NA         |

#### Campeones Productores
| Año | Nombre  | Producidas |
| --- | ------- | ---------- |
| NA  | Ninguno | NA         |

#### Campeones Jonroneros
| Año | Nombre  | Jonrones |
| --- | ------- | -------- |
| NA  | Ninguno | NA       |

#### Campeones de Bases Robadas
| Año | Nombre  | Bases |
| --- | ------- | ----- |
| NA  | Ninguno | NA    |

#### Campeones de Juegos Ganados
| Año | Nombre  | Récord |
| --- | ------- | ------ |
| NA  | Ninguno | NA     |

#### Campeones de Efectividad
| Año | Nombre  | Porcentaje |
| --- | ------- | ---------- |
| NA  | Ninguno | NA         |

#### Campeones de Ponches
| Año | Nombre  | Ponches |
| --- | ------- | ------- |
| NA  | Ninguno | NA      |

#### Campeones de Juegos Salvados
| Año | Nombre  | Juegos |
| --- | ------- | ------ |
| NA  | Ninguno | NA     |